# Região histórica de Castela

Divisão administrativa de Espanha em 1833

Castela é uma região histórica espanhola com origem no Condado de Castela, no século IX, durante a sua evolução teve sob influência territórios diferentes, e nos dias de hoje se encontra plasmada nos Estatutos das Autonomias de Castela e Leão, Castela-Mancha, e Comunidade de Madrid.
No final da Alta Idade Média constituiu-se como Reino de Castela, tendo no século XIII, na Baixa Idade Média, ao incorporar novos territórios passado a denominar-se Coroa de Castela até ao século XVIII. No início do século XIX promovem-se novas divisões administrativas, e na reforma territorial de 1833, a área sob jurisdição da Coroa de Castela foi dividida por várias novas províncias, que se mantêm praticamente sem alterações até aos dias de hoje.
Castela é ainda conhecida por ser a região onde surgiu a língua castelhana, a variedade linguística que forma a base do espanhol padrão atual.

## Geografia
Atualmente existem duas comunidades autônomas espanholas que mantêm o nome do lugar em seu próprio nome oficial: Castela e Leão e Castela-Mancha. Uma terceira, a Comunidade de Madrid é considerada castelhana também pela sua posição geográfica e da abordagem do seu Estatuto de Autonomia, tendo-se originado apenas na manifestação de interesse do Estado.
A partir de meados do século XV começaram a aparecer os primeiros mapas onde se emprega a denominação de Castela-a-Nova em vez de Reino de Toledo, e de Castela-a-Velha, como duas das principais subdivisões territoriais da Coroa de Castela. Novas reformas são levadas a cabo, com destaque para a reforma territorial de 1833, em que a área sob jurisdição da antiga Coroa de Castela foi dividida por várias novas províncias.
Durante a Segunda República Espanhola foram efetuadas alterações dos limites territoriais, que não foram alterados após a Guerra Civil Espanhola. Até à Transição Espanhola em 1978, considerou-se que Castela estaria composta pelas províncias de Leão, Castela a Velha e Castela a Nova — de que fazia parte a cidade de Madrid. Segundo esta visão tradicional, Castela corresponderia às seguintes províncias de Espanha atuais de Espanha (de norte a sul):
- Santander (a comunidade autónoma da Cantábria).
- Burgos
- Logronho (actualmente a comunidade autónoma de La Rioja)
- Sória
- Segóvia
- Ávila
- Valladolid
- Palência
- Madrid
- Guadalajara
- Cuenca
- Toledo
- Cidade Real

Atendendo a critérios históricos, outros autores incluem também as comarcas de Utiel e Requena, actualmente dentro de Valência (à qual se uniram depois da divisão territorial de 1833) ou as de Plasência (actualmente na Cáceres), e a zona Serra de Béjar (Salamanca), pertencentes todas eles ao reino medieval de Castela, ainda que Béjar foi originariamente leonesa.
Por outra lado, há que assinalar que as províncias de Valladolid e Palência, quando atribuídas em 1833 a Castela a Velha, passaram em 1855 à região do Reino de Leão. Além disso a comarca de Barco de Ávila (antigamente Barco de Tormes) integrada em 1833 à província de Salamanca, tinha feito parte anteriormente do Reino de Castela (concretamente das Comunidades de Vila e Terra, na antiga zona da "Extremadura castellana").
Outros autores eliminam da lista anterior:
- Liébana (Cantábria)
- A maior parte das províncias de Valladolid e Palencia, por terem pertencido ao Reino de Leão.
- As províncias de Toledo e Cidade Real, pertencentes ao Reino de Toledo, e nas que se aplicava um direito romano visigótico, alheio à tradição legal de Castela, baseada no costume.
- As partes da província de Albacete que não pertenceram a Cuenca (parte da província de Albacete estava incluída no Reino de Múrcia, bem como outras partes encontravam-se nas actuais províncias de Cuenca, Alicante e Cidade Real).

## História

### Formação do Reino de Castela
Castela nasceu a 15 de setembro do ano 800 no hoje desaparecido mosteiro de San Emeterio de Taranco de Mena, situado no vale de Mena, no norte da actual província de Burgos. O nome de Castela aparece num documento notarial no qual o abade Vitulo doava uns terrenos. Nesse documento aparece escrito «Bardulia quae nunc vocatur Castella» (Bardulia que desde agora chamaremos Castela). Também há que ter em conta a antiquíssima documentação do bispado de Valpuesta, monteiro da província de Burgos (804-1087), aonde nos seus velhos cartularios começam a se redigir palavras no nascente romance castelhano (futuro idioma castelhano ou espanhol). A crença popular diz que o nome de Castela provêm da grande quantidade de castelos ou fortalezas que existiam nestas terras; no entanto, o nome pode ter tido outra origem.
Anos mais tarde consolidar-se-ia como entidade política autónoma, ainda que permanecendo como condado vassalo do Reino de Leão. Esta terra estava habitada maioritariamente por habitantes de origem cántabrica e basca com um dialecto romance próprio, o castelhano, e umas leis diferenciadas, baseadas no livre arbítrio, e administradas, segundo a tradição, por juízes populares, em contraste com o Fuero Juzgo romano-visigótico vigente no reino leonés.
No ano 932 o condado de Castela tornou-se independente de facto de Leão com o conde Fernão Gonçalves, sendo o primeiro rei de Castela Sancho II, filho do rei Fernando I de Leão. No ano 1037 morre Bermudo III, rei de Leão, na batalha de Tamarón, enquanto lutava contra o seu cunhado, Fernando I. Ao morrer Bermudo III sem descendencia, o seu cunhado considerou que era o sucessor e, portanto, passou a reger ambos reinos. No ano 1054 Fernando I lutou contra o seu irmão, Garcia Sánchez III de Nájera, rei de Navarra, na Batalha de Atapuerca, morrendo também o monarca navarro e anexando entre outras a comarca dos montes de Oca, perto da cidade de Burgos.
Por ocasião da morte de Fernando I, ocorrida em 1065, os reinos são repartidos entre os seus filhos, sendo para Sancho II o de Castela e para Afonso VI o de Leão. Sancho II é assassinado em 1072 e seu irmão ascende ao trono de Castela (séculos depois os românticos inventaram o famoso juramento que tomou O Cid a Afonso VI na Igreja de Santa Gadea de Burgos [es], baseado na a inocência ou não do monarca leonês a respeito do assassinato do seu irmão). Ambos os reinos foram regidos então pela mesma pessoa durante várias gerações.

Territórios dependentes da Coroa de Castela em 1590

Após a sua morte sucedeu-lhe no trono a sua filha, Urraca. Esta casou-se, em segundas núpcias, com Afonso I de Aragão, mas ao não conseguir reger ambos reinos, e devido aos grandes confrontos entre classes dos diferentes reinos, Afonso I repudiou Urraca em 1114, o que agudizou os confrontos. Se bem que o papa Pascoal havia anulado o casamento anteriormente, eles continuaram juntos até essa data. Urraca também teve que enfrentar o seu filho, Rei da Galiza, para fazer valer os seus direitos sobre esse reino. Ao morrer, Urraca foi substituída por este mesmo filho sucede como Afonso VII, fruto do seu primeiro casamento. Afonso VII conseguiu anexar terras dos reinos de Navarra e do Aragão (devido à debilidade destes reinos causadas pela sua sucessão por altura da morte de Afonso I de Aragão). Renuncia ao seu direito à conquista da costa mediterrânica a favor da nova união de Aragão com o Condado de Barcelona (Petronila e Raimundo Berengário IV).
No seu testamento regressa-se à tradição real de diferentes monarcas para cada reino. Fernando II será rei de Leão e Sancho III rei de Castela
Em 1217 Fernando III o Santo recebeu de sua mãe Berengária o Reino de Castela e de seu pai Afonso IX em 1230 o de Leão. Assim mesmo, aproveitou o declive do Califado Almóada para conquistar o vale do Guadalquivir enquanto seu filho Afonso tomava o Reino de Múrcia. As cortes de Leão e Castela fundiram-se, momento o que se considera que surge a Coroa de Castela, formada pelos reinos de Castela, Leão, Toledo e o resto de reinos taifas e senhorios conquistados aos muçulmanos. Estes reinos conservaram instituições e legislação diferenciadas. Por exemplo, nos reinos de Galiza, Leão e Toledo aplicava-se um direito de raiz romano-visigótica, diferente da legislação principalmente baseada no costume que existia no Reino de Castela.

## Partidos políticos nacionalistas
Alguns movimentos culturais e políticos regionalistas e nacionalistas, advogam a união política de Castela no chamado nacionalismo castelhano, entendendo-a como a totalidade das províncias das actuais comunidades autónomas de Castela e Leão, Castela-Mancha, Rioja, Cantábria, e Madrid, juntamente com a comarca valenciana de Requena-Utiel.
O Partido Regionalista da Cantábria encontra-se numa posição oposta a estes partidos, enquanto também existem movimentos a favor a esta hipotética união na Cantábria, como a Associação para a Integração de Cantábria em Castela e Leão (AICC).
À margem deste castelhanismo encontrámos partidos regionalismo de índole castelhano-leonesa que defendem a actual autonomia de Castela e Leão. É o caso por exemplo da Unidade Regionalista de Castela e Leão.
Os partidos de ideologia leonesista (como a União do Povo Leonês, União do Povo Salmantino ou o Partido Regionalista do País Leonês) também se opõem a estas propostas, já que negam o carácter castelhano das províncias de Leão, Zamora e Salamanca (às quais denominam País Leonês), e pretendem a autonomia e identidade própria que sempre tiveram.
Por sua vez, os seguidores das teses de Anselmo Carretero defendem que as províncias castelhanas que fazem parte actualmente de Castela e Leão, e de Castela-Mancha, devem formar comunidades autónomas uniprovinciais, estabelecendo posteriormente relações com o resto das províncias castelhanas. Desta maneira consideram que se respeita melhor a tradição de descentralización de Castela.
Em todo caso, os partidos políticos castelhanistas têm uma representação muito escassa. Não existem dados a respeito da opinião pública sobre estas discussões, para além da demonstrada nas sucessivas eleições.